# (5608) Olmos
(5608) Olmos es un asteroide que forma parte del cinturón de asteroides y fue descubierto por Seiji Ueda y Hiroshi Kaneda desde Kushiro, Japón, el 12 de marzo de 1993.

## Designación y nombre
Olmos fue designado al principio como 1993 EO.
Más tarde, en 2008, se nombró en honor del actor estadounidense Edward James Olmos.

## Características orbitales
Olmos está situado a una distancia media de 2,641 ua del Sol, pudiendo acercarse hasta 2,52 ua y alejarse hasta 2,763 ua. Su excentricidad es 0,04592 y la inclinación orbital 3,081 grados. Emplea en completar una órbita alrededor del Sol 1568 días. El movimiento de Olmos sobre el fondo estelar es de 0,2296 grados por día.

## Características físicas
La magnitud absoluta de Olmos es 13,1.